# Außer Dienst
Außer Dienst (a. D.) ist ein nachgestellter Zusatz zu einer Amts-, Dienst- oder Dienstgradbezeichnung.

## Deutschland

### Beamte und Richter

#### Ruhestandbeamte und -richter
Beamte und Richter des Bundes im Ruhestand dürfen die ihnen bei der Versetzung in den Ruhestand zustehende Amtsbezeichnung mit dem Zusatz „außer Dienst“ oder „a. D.“ und die im Zusammenhang mit dem Amt verliehenen Titel weiterführen (§ 86 Abs. 3 S. 1 BBG). Ändert sich die Bezeichnung des früheren Amtes, darf die geänderte Amtsbezeichnung geführt werden (§ 86 Abs. 3 S. 2 BBG). Nach dem Wechsel in ein anderes Amt mit einem niedrigeren Endgrundgehalt darf neben der neuen Amtsbezeichnung die des früheren Amtes mit dem Zusatz „außer Dienst“ oder „a. D.“ geführt werden (§ 86 Abs. 2 S. 3 BBG).
Emeritierte Professoren tragen nicht den Zusatz a. D. sondern üblicherweise em. für emeritus. Nach der Abschaffung der Emeritierung berufene Hochschullehrer tragen keinen Zusatz.
Entsprechende Regelungen zu Ruhestandbeamten und -richtern der Länder und Gemeinden befinden sich auch in den Beamtengesetzen der Länder.

#### Entlassene Beamte und Richter
Entlassenen Beamten und Richtern des Bundes kann die oberste Dienstbehörde die Erlaubnis erteilen, die Amtsbezeichnung mit dem Zusatz „außer Dienst“ oder „a. D.“ sowie die im Zusammenhang mit dem Amt verliehenen Titel zu führen. Die Erlaubnis kann zurückgenommen werden, wenn der frühere Beamte sich ihrer als nicht würdig erweist (§ 39 S. 2 f. BBG).
Entlassene Anwärter des Bundes im Vorbereitungsdienst, die in einem Beamtenverhältnis auf Widerruf gestanden haben, dürfen ihre ehemalige Dienstbezeichnung nicht mit dem Zusatz führen, da die rechtlichen Bestimmungen zur Trageberechtigung nur Amtsbezeichnungen umfassen.
Entsprechende Regelungen zu entlassenen Beamten und Richtern der Länder und Gemeinden befinden sich auch in den Beamtengesetzen der Länder.

### Soldaten

#### Soldaten im Ruhestand
Mit dem Eintritt oder der Versetzung in den Ruhestand hat der Berufssoldat der Bundeswehr das Recht, seine Dienstgradbezeichnung mit dem Zusatz „außer Dienst (a. D.)“ weiterzuführen (§ 44 Abs. 7 SG). Berufssoldaten der Wehrmacht dürfen ihre letzte Dienstgradbezeichnung mit dem Zusatz „a. D.“ weiterführen gemäß § 53 Abs. 5 des Gesetzes zur Regelung der Rechtsverhältnisse der unter Artikel 131 des Grundgesetzes fallenden Personen. Die Befugnis für Soldaten der ehemaligen Nationalen Volksarmee, die Bezeichnung des dort zuletzt erreichten Dienstgrades nach dem Ausscheiden aus dem Wehrdienstverhältnis mit den Zusätzen „a. D.“ oder „d. R.“ weiterführen zu dürfen, folgte aus der Reservistenordnung der DDR, die nach dem Einigungsvertrag nicht fortgilt, womit die früher aus ihr abzuleitenden Befugnisse erloschen. Auch besteht kein diesbezügliches Gewohnheitsrecht. Alexander-Martin Sardina erläutert im Zusammenhang mit der biografischen Vorstellung eines Zeitzeugen die Kontroverse darum und kritisiert die fehlende Befugnis als „nicht nachvollziehbar“.

#### Frühere, nicht in den Ruhestand versetzte Soldaten
Frühere Soldaten dürfen ihren in der Bundeswehr erworbenen Dienstgrad mit dem Zusatz „der Reserve“ oder „d. R.“ weiterführen, wenn ihnen ihr Dienstgrad nicht nur vorläufig oder zeitweilig verliehen worden ist und sie nicht als früherer Berufssoldat berechtigt sind, ihren Dienstgrad mit dem Zusatz „außer Dienst“ oder „a. D.“ zu führen (§ 2 Abs. 1 ResG). Werden Reservisten in ein Wehrdienstverhältnis berufen, führen sie ihren Dienstgrad während des Wehrdienstverhältnisses ohne einen dieser Zusätze (§ 2 Abs. 2 ResG).

### Ehemalige Personen in einem Amtsverhältnis
Den Zusatz führen in Deutschland üblicherweise ebenfalls Personen, die in einem öffentlich-rechtlichen Amtsverhältnis gestanden haben (z. B. Bundeskanzler, Minister, Senatoren, Parlamentarische Staatssekretäre), wofür eine Rechtsgrundlage nicht ersichtlich ist. Bezeichnungen wie „Altbundeskanzler“, die gelegentlich im journalistischen Sprachgebrauch verwendet werden, führen ehemalige Amtsinhaber selbst nicht.

### Abgeordnete
Ehemalige Abgeordnete führen den Zusatz „außer Dienst“ zur Bezeichnung „Mitglied des Bundestages“ (oder eines anderen Parlaments) nicht, weil sie Mandatsträger und nicht Beamte waren, die ihre Funktion durch Wahl erlangt hatten und nicht wieder in Dienst gestellt werden können nach dem Ausscheiden aus dem Parlament.

#### Beamte als Bundestagsabgeordnete
Personen, deren Rechte und Pflichten aus dem Dienstverhältnis ruhen, weil sie als Abgeordnete in den Deutschen Bundestag gewählt worden sind, haben das Recht, ihr Amts- oder Dienstbezeichnung mit dem Zusatz „außer Dienst“ („a. D.“) zu führen (§ 5 Abs. 1 S. 3 i. V. m. § 8 Abs. 1 AbgG).

## Schweiz
In der Schweiz ist der Zusatz aD bzw. ausser Dienst gesetzlich in Art. 95 der Verordnung über die Militärdienstpflicht (VMDP) geregelt. Er darf von militärischen Dienstgraden geführt werden, die aus der Militärdienstpflicht entlassen wurden. Es ist dabei unerheblich, ob es sich um einen Berufsmilitär handelt oder nicht, beispielsweise Oberstlt aD.
Zivile Amtsträger werden mit dem Zusatz alt vor der Amtsbezeichnung als aus der Funktion ausgeschieden bezeichnet, beispielsweise alt Gemeindeschreiber.